# Железничка станица Марковац
Железничка станица Марковац је једна од железничких станица на прузи Београд—Ниш. Налази се насељу Марковац у општини Велика Плана. Пруга се наставља у једном смеру ка Лапово Вароши, у другом према према Великој Плани и у трећем према Свилајанцу. Железничка станица Марковац састоји се из 7 колосека.